# ناحیه گرانت (شهرستان مکاستا، میشیگان)
ناحیه گرانت (به انگلیسی: Grant Township) یک منطقهٔ مسکونی در ایالات متحده آمریکا است که در شهرستان میکوستا، میشیگان واقع شده‌است.
 ناحیه گرانت ۸۸٫۲ کیلومتر مربع مساحت و ۶۸۰ نفر جمعیت دارد و ۳۱۹ متر بالاتر از سطح دریا واقع شده‌است.